# دینسدورف-رادلوو
دینسدورف-رادلوو (به آلمانی: Diensdorf-Radlow) یک شهر در آلمان است که در اودر-اشپری واقع شده است. دینسدورف-رادلوو ۵۴۱ نفر جمعیت دارد.